# Cinema 81

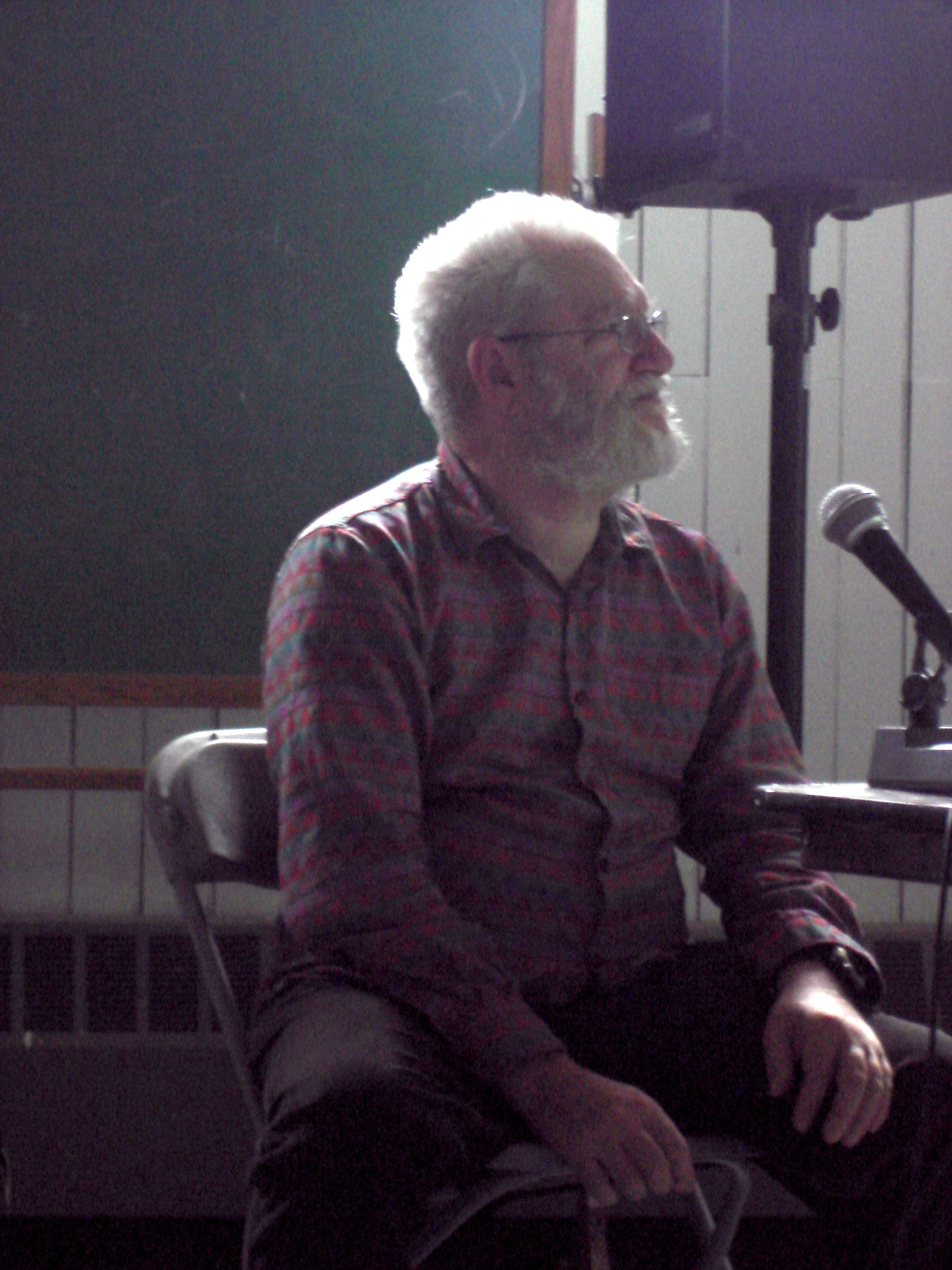
Dan Graham l'any 2007.

El cinema 81 és un model fictici de sala cinema no construïda ni imaginada per ser construïda de Dan Graham l’any 1982. Situada a la cantonada d’un carrer, les dues parets exteriors estan formades per miralls unidireccionals de dues cares, igual que la pantalla, la qual és també un mirall de dues cares. Quan la cambra està il·luminada, a l'exterior les parets són transparents i des del carrer s'observa els espectadors de l’interior, alhora, la pantalla actua com a mirall dins l’habitació.
Quan la pel·lícula és projectada sobre la pantalla, és visible a l’interior i a l'exterior simultàniament, però a l'estar formada per un vidre reflectant és parcialment transparent, combinant les imatges projectades amb el propi reflex de l'espai on s'està visualitzant. Alhora, els espectadors poden veure la imatge dels vianants del carrer.

## Mirar i ser mirat
En la maqueta arquitectònica de Graham existeixen dues imatges: la del reflex dels cossos dels individus que habiten la sala o circulen per l'exterior, i la de la pel·lícula en si mateix. La sala té sentit gràcies a la possibilitat de canvi, transformant el cinema segons l'esdeveniment per projectar imatges a la cara interior o exterior en funció de la llum mitjançant un polsador instal·lat a la base.
L’obra projectada és diferent per cada espectador gràcies a la subjectivitat que proporciona a cada individu aquest cinema. Segons la il·luminació, la distinció entre els espectadors de la sala i els actors de la pel·lícula és impossible, relativitzant el concepte d’imatge virtual o real. Es presenta com una crítica a la transparència amb què han estat creades les ciutats, creant una contradicció entre allò públic i allò privat.